# Khanqah de Fayzabad
O Khanqah de Fayzabad ou Khanaqa Fayzobod (em usbeque: Fayzobod xonaqohi) é um monumento histórico da cidade de Bucara, Usbequistão que é simultaneamente um khanqah (local de reunião e de alojamento de dervixes e outros sufis) e uma mesquita. Foi construído em 1598-1599 por um líder sufi do qual tem o nome: Mavlono Poyand-Mukhammad Ahsi (Ahsiketi) Fayzobodi, que morreu em 1601.
É considerado um belo exemplo da arquitetura de Bucara do final do século XVI, pela sua elegância, proporcionalidade e simetria. A ampla sala de oração faz lembrar um salão dum palácio, pela sua altura e luminosidade. A sala tem duas alas, com galerias abobadadas e com arcadas. O interior da cúpula apresenta uma decoração impressionante de ganch (estuque ou alabastro talhado) de estilo "chaspak". Atrás do mirabe há um edifício com três andares com hujras (celas de alojamento), onde dervixes residiam temporariamente. A entrada é feita por um ivã.